# متیل سیانوفرمات
متیل سیانوفرمات (به انگلیسی: Methyl cyanoformate) یک ترکیب شیمیایی با شناسه پاب‌کم ۲۸۶۶۰ است؛ که جرم مولی آن ۸۵٫۰۶ می‌باشد. شکل ظاهری این ترکیب، مایع بی‌رنگ است.